# 小行星9867
小行星9867（英語：9867）是一颗围绕太阳公转的小行星。1991年11月3日，A. Natori、浦田武在清水町发现了此天体。
这颗小行星的绝对星等为303.4130593360356等。